# Warszawapaktens invasion av Tjeckoslovakien 1968
Warszawapaktens invasion av Tjeckoslovakien 1968 eller Operation Donau inträffade natten mellan 20 och 21 augusti 1968. Det var då länderna som ingick i militäralliansen Warszawapakten – Sovjetunionen, Bulgarien, Ungern och Polen – invaderade Tjeckoslovakien för att avbryta Alexander Dubčeks politiska liberaliseringsreformer ("Pragvåren").
Även Albanien, Rumänien och Östtyskland ingick i militäralliansen vid denna tid, men Albanien och Rumänien vägrade delta i invasionen, samtidigt som Östtyskland förberett sig för att delta men drog sig ur endast timmar innan operationens inledning. Albanien drog sig dessutom ur Warszawapakten helt i protest mot invasionen.
Under operationen, som gick under kodnamnet Donau, gick uppskattningsvis mellan 175 000 och 500 000 soldater till anfall mot Tjeckoslovakien; uppskattningsvis sårades upp till 500 tjeckoslovakier, och 108 dödades. Genom invasionen bromsades liberaliseringen i Tjeckoslovakien, och i stället stärktes Tjeckoslovakiens kommunistiska parti. Sovjetunionens utrikespolitik under dessa år kallades Brezjnevdoktrinen.